# Коефициент на Бухолц
Коефициентът на Бухолц е сбор от точките на противниците, с които състезателят е играл и показател, който помага да се определят местата в турнир в игри като шахмат, шашки, сьоги, го, лиенджу, новус и др. между участниците, които са събрали равен брой точки. За разлика от коефициента на Зонеборн–Бергер, който се използва в кръгови турнири, коефициентът на Бухолц се използва в турнири, които се играят по швейцарската система. В таблиците обикновено се означава с буквите BH.
Методът е разработен от немския шахматист Бруно Бухолц (Bruno Buchholz, роден в Магдебург, починал около 1958 г.) през 1932 г. за турнири по швейцарска система. Вероятно е използван за първи път на турнира в Битерфелд през 1932 г. Първоначално е приложен като спомагателен метод за точкуване, но после се използва за решаване на равенство като приоритетен показател спрямо оценката на Нойщадл.

## Определение и приложение
В турнирите по швейцарската система участникът не играе с всички останали състезатели, както е по кръговата система. Често се случва двама или повече участници да съберат еднакъв брой точки. В тези случаи се използва коефициентът на Бухолц. Участникът с по-висок коефициент на Бухолц получава по-високо крайно място в турнира.
Коефициентът на Бухолц е сумата от всички точки на противниците, с които даден участник е играл, независимо от резултата от срещите помежду им:
{\displaystyle BH_{i}=\sum _{j\neq i}T_{ji}}, 

където {\displaystyle BH_{i}} е коефициентът на Бухолц на участника {\displaystyle i}, а {\displaystyle T_{ji}} са точките на {\displaystyle j}-ия състезател, с когото е играл участникът {\displaystyle i}.
Идеята е, че състезателят, който е играл с по-силни противници (противници с повече точки общо), получава по-високо крайно място. Всички неизиграни игри (+/-) условно се считат за равенства, например, ако турнирът е с нечетен брой участници, съперникът не се е явил на играта или е пропуснал кръга.
Основната критика към тази система е, че резултатите от прилагането ѝ за класиране (тайбрек) могат да бъдат изкривени от набора от опоненти, с които всеки участник играе (особено в ранните кръгове). За да се избегне този проблем, понякога се използват също и други версиси: 
- Среден Бухолц-1, по-известен като коефициент на Солкоф (Solkoff), обозначван като Wp или Solk, е коефициентът на Бухолц, от който се изваждат най-високият и най-ниският резултат на противниците:

{\displaystyle Solk_{i}=CpBH1_{i}=\sum _{j\neq i}T_{ji}-T_{ji(max)}-T_{ji(min)}=BH_{i}-T_{ji(max)}-T_{ji(min)}}
- Среден Бухолц-2 е коефициентът на Бухолц, от който се изваждат двата най-високи и двата най-ниски резултата на противниците:

{\displaystyle CpBH2_{i}=CpBH1_{i}-T_{ji(max)}-T_{ji(min)}}
- Съкратен Бухолц-1 е коефициентът на Бухолц, от който се изважда най-ниският резултат на противниците:

{\displaystyle CBH1_{i}=\sum _{j\neq i}T_{ji}-T_{ji(min)}=BH_{i}-T_{ji(min)}}
- Съкратен Бухолц-2 е коефициентът на Бухолц, от който се изваждат двата най-ниски резултата на противниците:

{\displaystyle CBH2_{i}=CBH1_{i}-T_{ji(min)}}
- Сумарен Бухолц – сумата от коефициентите Бухолц на противниците {\displaystyle j} на участника {\displaystyle i}:

{\displaystyle SBH_{i}=\sum _{j\neq i}BH_{ji}}
Употребяват се най-често ако след прилагането на коефициента на Бухолц все още има равенство. Ако двама или повече участници имат еднакъв брой точки и коефициенти на Бухолц, тогава може да се приложи Съкратен Бухолц-1: от коефициента на Бухолц на всеки участник се изваждат точките на неговия противник с най-малко точки. Ако след това равенството остава, тогава процедурата се повтаря: резултатите на следващия най-слаб противник на всеки състезател се изваждат и се получава Съкратен Бухолц-2. Понякога съкратените коефициенти се наричат пресечени коефициенти на Бухолц. В зависимост от регламента на турнира може да се приложат Среден и Сумарен Бухолц.
Когато се използва като алтернативен метод за точкуване, резултатът на Бухолц на всеки участник се изчислява чрез умножаване на точките му по неговия коефициент на Бухолц:
{\displaystyle RBH_{i}=T_{i}.BH_{i}}.
Общ недостатък на системата на Бухолц е, че не отчита резултатите от срещите, а само общите резултати на противниците и поради това е необективен. Загубилият участник, играл наравно и спечелил срещу същия противник, ще получи същия брой точки. 

### Прилагане в различни видове турнири
Системата на Бухолц е приложима както за индивидуални, така и за отборни състезания. В отборните освен точките за партии (1 за победа, 0,5 за реми и 0 за загуба във всяка партия) се отчитат и отборните точките за мачове (2 за победа, 1 за равенство и 0 за загуба във всеки мач). Обикновено при равенство на основния резултат (точките за партии) на двама или повече участници най-често първи допълнителен показател в индивидуалните състезания е резултатът от срещите между тях (лични срещи), а в отборните – отборните точки (точки за мачове). Следващите допълнителни показатели са в зависимост от регламента на турнира.
Генералната Асамблея на ФИДЕ през 1998 г. одобрява „Правила за прилагане на допълнителни индикатори – Приложение към Турнирните правила на ФИДЕ“. По тези правила системата на Бухолц се прилага за различни видове турнири в следния ред: 
1. Лични турнири по швейцарска система (обикновено повечето играчи имат рейтинги и те силно се различават):
- лична среща;
- сума от нарастващия брой точки; [5]
- коефициенти на Бухолц;
- коефициент на Зонеборн – Бергер;
- брой победи.

2. Лични турнири по швейцарска система (повечето играчи нямат рейтинг):
- лична среща;
- коефициенти на Бухолц;
- коефициент на Зонеборн – Бергер;
- брой победи.

3. Отборни състезания по швейцарска система:
- точки за партии;
- точки за мачове;
- резултат от мача/мачовете помежду си;
- коефициенти на Бухолц;
- коефициент на Зонеборн – Бергер.

Правилата за използване на допълнителни индикатори са помощ за организаторите на състезания, но не и догма. Те си запазват правото да избират между малката логика на сбора от нарастващия брой точки (наричан обикновено коефициент на прогрес) и липсата на проблеми, от една страна, и например логическия коефициент на Бухолц, но с възможни проблеми, ако има плюсове и минуси вместо единици и нули, или в случай на теоретично възможен резултат от "0,5:0". 

### Особености
Конгресът на ФИДЕ през 2009 г. решава как да се третират неизиграните игри в швейцарските турнири. Има две гледни точки: 
а) За самия играч, който получава резултат по подразбиране или отсъства.

b) За опонентите в други кръгове на играча, който получава резултат по подразбиране.
а) Новата система Бухолц използва виртуален опонент, за да изчисли коефициента на Бухолц на играча за резултат по подразбиране. Виртуалният опонент има същите точки в началото на кръга и резултатът по подразбиране на играча се третира като нормален резултат, така че загуба по подразбиране
(чрез отсъствие) е победа за виртуалния опонент и обратно. За всеки следващ кръг виртуалният противник печели половин точка.
b) За намаляване на последствията за опонентите при изчисляване на коефициента на Бухолц, всеки резултатът по подразбиране на играч се брои като половин точка (равенство) за BH на противниците на играча.
Примери:

1. В турнир по швейцарска система от 9 кръга играчът Анев постига 6 точки, включително победа по подразбиране в 3 кръг.

След 2 кръг Aнев има резултат от 2 точки.

Приносът на 3 кръг за Aнев е 2 + 0 + 6 x 0,5 = 5 точки коефициент на Бухолц.

Приносът на Анев за коефициента Бухолц на неговите опоненти е 5,5.
2. В турнир по швейцарска система от 9 кръга играчът Пеев отсъства в 7 кръг и отбеляза 6 точки след 9 кръг. След 6 кръг Пеев има 4 точки.

Приносът на 7 кръг за Пеев е 4 + 1 + 2 x 0,5 = 6 точки коефициент на Бухолц.

Приносът на Пеев за коефициента Бухолц на неговите опоненти е 6,5.
В кръговите турнири системата за разпределение на местата на базата на коефициентите на Бухолц не е приложима, тъй като в тях всеки играе с всеки и следователно участниците, събрали еднакъв брой точки, също имат еднакви коефициенти на Бухолц. В турнири по кръговата система се използват коефициенти на Зонеборн–Бергер.